# Vineeta Muni
Vineeta Muni ist eine indische Bergsteigerin, die an 23 Expeditionen im Himalaya teilgenommen hat. Sie wurde vor allem durch ihre Teilnahme an einer Expedition bekannt, die Indian Women’s First Trans Himalayan Journey 1997 (dt.: Indiens erste Reise von Frauen durch die Länge des Himalaya 1997) genannt wird. Sie begann das Bergsteigen im Alter von 15 Jahren und schloss sich in ihrer Studentenzeit dem Nehru Institute for Mountaineering in Uttarkashi an.

## Indian Women’s First Trans Himalayan Journey 1997
Die Expedition zur Durchquerung des Himalaya der Länge nach fand 1997 statt. Zu Beginn der Tour nahmen neben Vineeta Muni sieben weitere Frauen an dieser Expedition teil. Der erste Teil der Expedition wurde von Bachendri Pal, der ersten Inderin, die den Mount Everest bestieg, geleitet. In Dharchula teilte die Gruppe sich nach vorangegangenen Konflikten und Vineeta Muni setzte die Tour mit nur zwei weiteren Frauen (Sumita Roy und Malika Virdi) unter dem Titel To Walk Across the high Himalaya. A Journey by Indian Women ’97 (dt.:Den hohen Himalaya zu Fuß durchqueren. Eine Reise indischer Frauen '97) fort. Die Expedition startete am 4. Februar 1997 in Bomdila in Arunachal Pradesh. Sie dauerte insgesamt 198 Tage und die Route hatte eine Länge von 4500 Kilometern und führte neben Indien durch Bhutan und Nepal. Die Gruppe überquerte 39 Pässe mit über 3000 Metern Höhe und weitere 15 Passhöhen mit mehr als 2000 Metern.

## Erstbesteigungen
Vineeta Muni gilt als Erstbesteigerin von 9 Gipfeln im Himalaya, darunter vier Sechstausender, der 6130 m hohe Petze Kangri, der 6127 m hohe Khhang Shiling, der 6165 m hohe Nga Kangri, der 6405 m hohe Lapgong Peak und der Chamsen Kangri mit 7017 m.

## Film
Gemeinsam mit ihrem Ehemann, Divyesh Muni, führte Vineeta Muni eine Erstbesteigung durch, die filmisch dokumentiert wurde. Das Portal 101 India finanzierte und organisierte diese Expedition und schlug den beiden vor einen ungeübten jungen Mann, Rosh, mit auf die Expedition zu nehmen, um die Verfilmung dramatischer zu machen. Ergebnis war eine achtteilige Serie für Youtube, die unter dem Titel My Epic Adventure – Journey to the Himalayas (dt.:Mein großes Abenteuer – eine Reise in den Himalaya) veröffentlicht wurde. Eine 25 Minutenversion der Verfilmung wurde 2017 in Neu-Delhi auf dem Filmfestival der Indian Mountaineering Foundation gezeigt.